# Gromada Milejów (Powiat Lubelski)
Die Gromada Milejów war eine Verwaltungseinheit in der Volksrepublik Polen zwischen 1954 und 1972. Verwaltet wurde die Gromada vom Gromadzka Rada Narodowa, dessen Sitz sich in Milejów-Osadal befand und aus 27 Mitgliedern bestand.
Die Gromada Milejów gehörte zum Powiat Lubelski in der Woiwodschaft Lublin und bestand aus den Dörfern Antoniów, Milejów, Milejów Osada, Klarów, Górne, Zalesie und der Siedlung Antoniów, ehemaligen Gromadas der aufgelösten Gmina Brzeziny.

Zum 1. Januar 1960 kamen die Dörfer Jaszczów, Starościce sowie die Siedlungen Popławy und Cyganka der aufgelösten Gromada Jaszczów und zum 1. Januar 1969 wurden die aufgelöste Gromada Białka in die Gromada Milejów eingegliedert.

Die Gromada Milejów bestand bis zum 31. Dezember 1972 und wurde Teil der Gmina Milejów.